# 요세관토리 되먹임
요세관토리 되먹임(영어: tubuloglomerular feedback, TGF) 또는 요세관사구체 되먹임은 신장 내부의 피드백 시스템의 한 종류로, 퓨린성 신호전달 경로를 이용하여 각각의 네프론에서 신장 세뇨관의 정보가 사구체로 전달되는 작용을 의미한다. 요세관토리되먹임은 레닌-안지오텐신 시스템 등과 함께 신장이 사구체여과율(glomerular filtration rate, GFR)을 조절하기 위해 사용하는 몇 가지 메커니즘 중 하나이다. 원위세뇨관의 염화나트륨 농도가 감소하게 되면 치밀반(macula densa)에서 이를 인식하여 수입성 세동맥(afferent arterioles)의 혈관저항을 줄이고, GFR을 일정하게 유지하게 된다.

## 같이 보기
- 사구체옆장치
- 신소체

## 참고 문헌
- 《Brenner & Rector's The Kidney》 7판. Saunders, An Imprint of Elsevier. 2004.
- Eaton DC, Pooler JP (2004). 《Vander's Renal Physiology》 8판. Lange Medical Books/McGraw-Hill. ISBN 978-0-07-135728-9.